# العمار (القصيم)
العمار مركز في منطقة القصيم في السعودية، وهو مركز فئة (أ) ويرتبط مباشرة في إمارة منطقة القصيم.

## الموقع الجغرافي
يقع مركز العمار جنوب منطقة القصيم، ويبعد عن مدينة بريدة مقر إمارة منطقة القصيم 106 كيلومتر، وعن محافظة المذنب 40 كيلومتر، ويقع في سهل يحيط بها من الجهة الشرقية نفود السر ومن الجهة الغربية نفود الشقيقة ومن الجهة الشمالية أراضي منبسطة وشعاب صغيرة من جهة المذنب ومن الجهة الجنوبية جبال وأراضي منبسطة وشعاب صغيرة وتعتبر منطقة زراعية لخصوبة تربتها ووفرة مياهها، وتزرع فيها جميع المحاصيل الزراعية وبها عدد كبير من النخيل والمشاريع الزراعية العملاقة، ويوجد بها مشروع دواجن يعتبر من أكبر المشاريع بالمنطقة، وكانت بها عيون مياه تسيح على الأرض قديمًا ويوجد بها أطلال قصور قديمة من العصور الجاهلية. ويقع المركز على العديد من الطرق الرئيسية كطريق الرياض - القصيم القديم، ومركز العمار هو نقطة انطلاق طريق الملك عبد العزيز الذي يبدأ من مركز العمار وينتهي في مركز النقرة على طريق المدينة المنورة.

## الخدمات الحكومية
يوجد في العمار الخدمات الحكومية التالية:
- إمارة مركز العمار.
- محكمة العمار.
- بلدية العمار.[4]
- مركز صحي.
- مكتب البريد السعودي.
- مركز شرطة.
- مركز هيئة الأمر بالمعروف والنهي عن المنكر.
- مدرسة ابتدائية ومتوسطة وثانوية (للبنين).
- مدرسة ابتدائية ومتوسطة وثانوية (للبنات).[2][5]

## رئيس المركز
رئيس مركز العمار هو فهد بن محمد بن جبرين.

## المناخ
مناخ صحراوي، حار جاف صيفًا، بارد ممطر شتاءً، وتبلغ درجة الحرارة صيفًا 45 درجة مئوية، وفي الشتاء تصل إلى ما دون الصفر.